# Arzila (Portugal)
Pour les articles homonymes, voir Arzila.
Arzila est une ancienne paroisse civile portugaise (en portugais : freguesia) de la municipalité de Coimbra dans le district du même nom.
La loi no 11-A/2013 du 28 janvier 2013, portant réorganisation administrative du territoire des freguesias, fusionne Arzila avec les paroisses voisines de Taveiro et Ameal pour former l'União das freguesias de Taveiro, Ameal e Arzila (dont le siège est à Taveiro).